# إيفان ديانوف
إيفان ديانوف (بالبلغارية: Иван Деянов)‏ مواليد 16 ديسمبر 1937 في صوفيا - الوفاة 26 سبتمبر 2018، كان لاعب كرة قدم بلغاري كان يلعب في مركز حراسة المرمى. سبق له أن لعب في كأس العالم لكرة القدم مع منتخب بلاده في مونديال عام 1966.

## المسيرة الاحترافية

### أندية لعب لها
- نادي لوكوموتيف صوفيا

## روابط خارجية
- إيفان ديانوف على موقع الاتحاد الدولي (مؤرشف)  (الإنجليزية)
- إيفان ديانوف على موقع قاعدة بيانات كرة القدم.إي يو (الإنجليزية)
- إيفان ديانوف على موقع ناشيونال فوتبول تيمز (الإنجليزية)